# Кей, Аксел
Авеланж Бени Де Дьё Кей Вонфлони Жан-Дезире (фр. Havelange Beni De Dieu Kei Wonflonhi Jean-Desire), более известный как Аксел Кей (англ. Axel Kei; родился 30 декабря 2007, Абиджан) — американский и ивуарийский футболист, нападающий клуба MLS «Реал Солт-Лейк».

## Клубная карьера
Выступал за футбольную академию «Сан Диего» (юношескую команду клуба «Лос-Анджелес Гэлакси»), в 2020 году перешёл в академию клуба «Реал Солт-Лейк». 8 октября 2021 года дебютировал в составе «Реал Монаркс» (фарм-клуба «Реал-Солт Лейк») в матче Чемпионшипа ЮСЛ против «Колорадо Спрингз Суитчбекс». В возрасте 13 лет, 8 месяцев и 9 дней стал самым молодым профессиональным спортсменом в истории, сыгравшим за американский клуб.
14 января 2022 года подписал контракт с клубом MLS «Реал Солт-Лейк», в возрасте 14 лет и 15 дней став самым молодым игроком, подписавшим контракт с командой из MLS и побив рекорд, ранее принадлежавший Фредди Аду. 15 октября 2023 года дебютировал в MLS в матче против «Лос-Анджелес Гэлакси». В возрасте 15 лет и 289 дней стал четвёртым в списке самых молодых дебютантов MLS после Фредди Аду, Джулиана Холла и Алфонсо Дейвиса.

## Личная жизнь
Родился в Кот-д’Ивуаре, вырос в Бразилии, в 2017 году переехал в США.